# Nabu

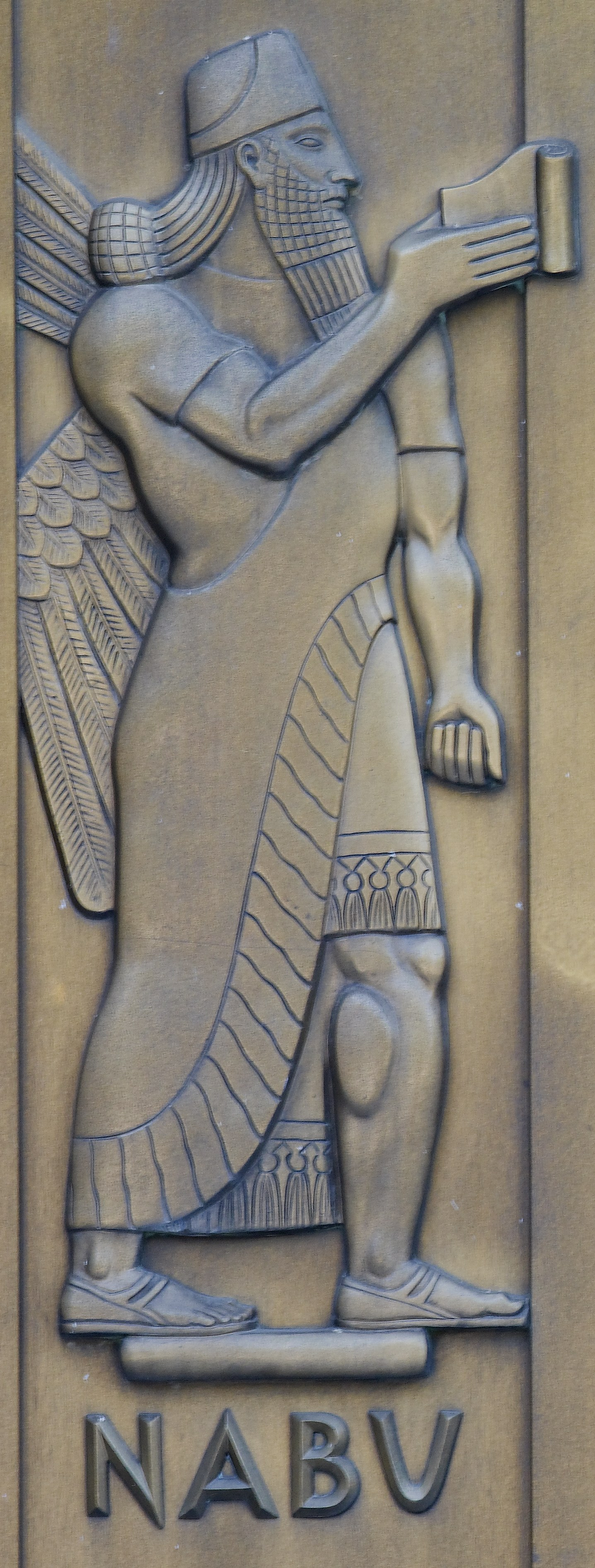
Nabū

Nabu (en siríaco clásico: ܢܒܘ) es el dios que guía la escritura, adorado por los babilonios como el hijo de Marduk y de su esposa Zarpanitum, y como el nieto de Enki. La esposa de Nabu fue Tasmetu.
Originalmente, Nabu fue una deidad semítica occidental, introducida por los amorreos en Mesopotamia, probablemente al mismo tiempo que Marduk. Mientras que Marduk se convirtió en la divinidad principal de Babilonia, Nabu residía en la cercana Borsippa, en su templo de E-zida. Fue llamado primero "escriba y ministro de Marduk", y luego asimilado como el hijo bienamado de Marduk. Durante el Festival de Año Nuevo de Babilonia, la estatua de culto de Nabu era transportada de Borsippa a Babilonia junto con la de su padre Marduk.
A Nabu se le asigna el puesto de patrón de los escribas, tomado de la Diosa Nisaba de la mitología caldea. Sus símbolos son la tablilla con los útiles de escritura. Lleva un gorro con cuernos y está en pie con las manos juntas, en el gesto sacerdotal antiguo. Cabalga sobre un dragón alado (mušhuššu) que inicialmente fue de Marduk.
Su poder sobre la existencia humana es inmenso, porque Nabu es quien escribe el destino de cada persona, tal y como los dioses han decidido, en las tablillas de los registros sagrados. Por tanto, tiene el poder de aumentar o disminuir según su voluntad la duración de la vida de las personas.

## Etimología
La etimología del nombre se discute. Podría derivarse de nb´ que se refiere a "llamar o anunciar", significando algo como "El que fue llamado", o podría proceder de ne/abu, cuyo significado es de "brillante o reluciente". Por otro lado, en eslavo del sur podría proceder de 'Nebo', con el significado de "un cielo" o también "un paraíso", (comparado con el término polaco niebo). También podría proceder de una raíz desconocida del sirio antiguo.
Nabu es mencionado en la Biblia con el nombre de Nebo en Isaías 46:1 y Jeremías 48:1.
En el Museo británico se encuentra una estatua de Nabu que fue originalmente erigida en la ciudad de Nimrud (Calah en fuentes bíblicas) durante el reinado de Tiglat-Pilesar III.
En la astrología tardía de Babilonia, Nabu estaba conectado con el planeta Mercurio. Como Dios de la sabiduría y la escritura, fue equiparado por los griegos tanto a Apolo como a Hermes, siendo el último identificado por los romanos con su propio dios Mercurio.

## Culto
En 1776 a. C. Hammurabi construyó un trono para hacer culto a Nabu. El templo E.zida estaba dedicado para recibir culto a Nabu.